# 田源镇
田源镇是中国广东省河源市连平县下辖的一个镇，位于连平县东南部。辖区总面积163.9平方公里。主要景点有“连平八景”之一的“戈罗耸翠”，为明朝留下的摩崖石刻。

## 行政区划
田源镇下辖以下村级行政区划单位
肖屋村、水西村、永吉村、田东村、田西村、长翠村和新河村。